# Kyabetsu tarō

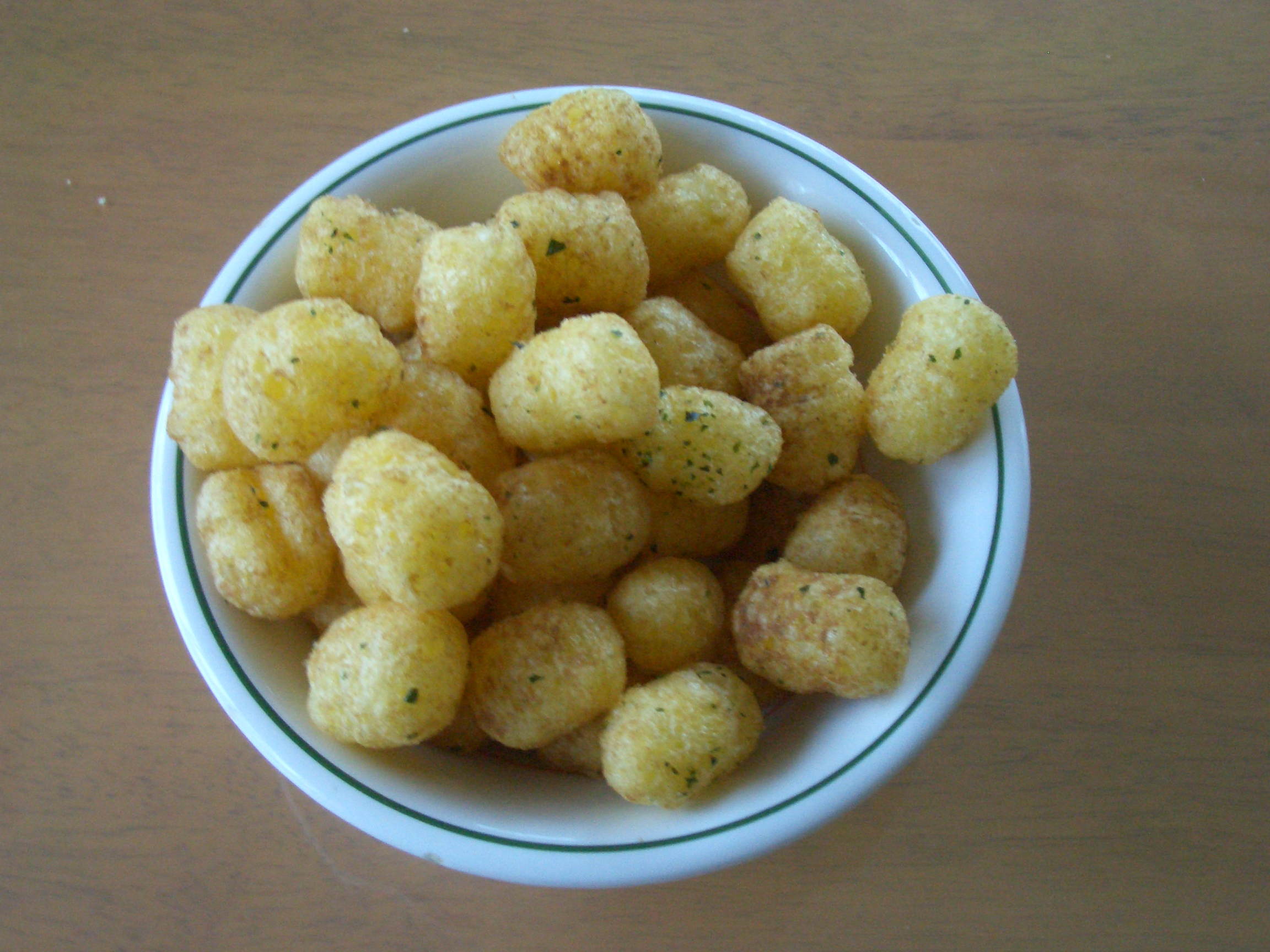
Kyabetsu Tarō.

Kyabetsu Tarō (キャベツ太郎?) es un bocadillo japonés hecho por la compañía Kado (菓道), originaria de la prefectura de Ibaraki. Su nombre significa "col Tarō",  en la que Tarō es un nombre japonés masculino. Consiste en bolas de maíz de 3 cm de diámetro con pequeños trozos de nori y salsa marrón japonesa. Es un bocadillo barato y consumido por los niños. Se vende en dos tamaños, en bolsas de 20 y 100 yen. El paquete del Kyabetsu Tarō muestra una rana vistiendo un sombrero de policía. A pesar del nombre, el bocadillo no posee coles como parte de sus ingredientes.